# Xylion laceratus
Xylion laceratus är en skalbaggsart som beskrevs av Pierre Lesne 1901. Xylion laceratus ingår i släktet Xylion och familjen kapuschongbaggar. Inga underarter finns listade i Catalogue of Life.